# Agathokles (Architekt)
Agathokles (altgriechisch Ἀγαθοκλῆς) war ein griechischer Architekt, der in der Mitte  des 3. Jahrhunderts v. Chr. in Delphi tätig war. Wie sein Vater Agasikrates und sein Großvater Agathon war er offizieller Tempelarchitekt in Delphi. Er wird in einer Inschrift aus dem Jahr 260/259 v. Chr. (oder etwas früher) erwähnt. Danach war er in Nachfolge seines verstorbenen Vaters und seines Großvaters für Unterhaltsarbeiten am Apollon-Tempel VI zuständig, der von seinem Großvater neu erbaut worden war.